# 執法者們
《執法者們》（英語：Prism Breaker）是由香港邵氏兄弟國際影業有限公司及杭州优酷文化娱乐有限公司聯合製作、以香港執法部門為題材的時裝紀律部隊電視劇，導演為黃國強及吳冠宇，監製為樂易玲，於2025年5月7日在優酷首播，並於2025年6月23日在翡翠台播出。

## 劇情簡介
故事講述警方、廉政公署及律政司三大執法機關緊密合作，以破解戴祖福（林嘉華飾）為首的犯罪集團。警方高級督察周俊傑（黃宗澤飾）、廉政公署高級調查主任高浩然（馬國明飾）與律政司副刑事檢控專員劉宇凡（陳豪飾）肩負著不同的使命，但都憑藉著同樣的正義信念，與黑暗勢力進行著一場場殊死對決。

## 演員表
| 演員   | 角色或職務 | 簡要介紹                                                             |
| ------ | ---------- | -------------------------------------------------------------------- |
| 黃宗澤 | 周俊傑     | 夫妻2人分別為重案組高級督察及海關高級督察                            |
| 蔡潔   | 何天茹     | 夫妻2人分別為重案組高級督察及海關高級督察                            |
| 馬國明 | 高浩然     | 廉政公署高級調查主任（幼年時期由黃梓樂飾演）                         |
| 陳瀅   | 周欣婷     | 廉政公署高級調查主任（幼年時期由黃梓樂飾演）                         |
| 陳豪   | 劉宇凡     | 劉宇凡是律政司副刑事檢控專員                                         |
| 宣萱   | 李雅文     | Rachel，與劉宇凡、高浩然有感情線，受龔友城陷害而入獄八年             |
| 吳啟華 | 雷學森     | 警務處副處長，周俊傑的上司                                           |
| 羅子溢 | 張建邦     | 周俊傑兄弟兼下屬，重案组見習督察                                     |
| 梁競徽 | 戴永強     | 阿細，戴祖福之義子，與徐思思有感情線                                 |
| 林嘉華 | 戴祖福     | 乾豐集團主席，經營人體器官販賣、槍械販賣等多項犯罪活動，戴永強之義父 |

香港警務处
- 曹永廉飾王振雄，總區重案組警長，高浩然的舅舅，與黑牛、強叔、小林、阮倩珩、阿朱同為周俊傑下屬。[10]
- 楊仲恩飾黃景誠，警務處處長，前任是白耀𤍤
- 張國強飾歐陽君，警務處（管理）副處長
- 陳敏之[3]飾陸泳彤，人力資源部總警司，歐陽君之下屬，私生子是胡少豪
- 翟威廉飾光哥，警隊臥底，歐陽君之下屬，被其委派調查龔友城
- 秦啟維飾林昆，有組織罪案及三合會調查科高級督察
- 李善恒飾鍾國祥，失蹤人口調查科督察

廉政公署
- 陳永昌飾陳達智，廉政專員
- 胡渭康飾鄧朗晞，廉政公署執行處處長，高浩然上司
- 劉頌鵬飾細B，與Angus、Harry、Vicky、Jeff同為高浩然下屬

海關
- 吳瑞庭飾海關關長，何天茹之上司

律政司
- 陳嘉輝飾林志文，律政司司長

其他政府部門
- 袁文傑飾陳浩宇，香港特别行政區行政長官
- 何啟南飾劉振強，保安局局長
- 黎芷珊飾政務司司長
- 黎学勤飾入境事務處處長

戴祖福案相關人物
- 劉佩玥飾徐思思，戴祖福案重要污點證人，與戴永強有感情線，兒子是呂樂喬
- 洪永城飾陳少峰，戴祖福之代表律師
- 潘志文飾龔友城，與戴祖福勾結
- 李偉霆飾曾醫生，腎臟科醫生，為龔友城進行黑市器官移植手術
- 許俊豪飾鄭竣豪(Ricky)，飛聲娛樂負責人，實為參與人體器官販賣
- 煒烈飾尹老闆
- 古天祥飾Donald Au
- 江富強飾宋基德
- 冼灝英飾大佬成
- 丘梓謙飾Dave.參考鐵馬戰車

李雅文復仇組織
- 袁潔儀飾徐嘉欣，龔友城私家看護，後毒殺其
- 陳若思飾蔡佩汶，Ria
- 阮兒飾王小娟，高爾夫球場職員

其他人物
- 徐榮  飾董貴成，Forever Life主席，女兒是女團成員董新悅
- 丁子朗飾丁小非，周俊傑之線人兼好友，母親是何姑

## 收視

### 每周收視列表
| 集數  | 日期                  | 跨平台直播最高收視率 | 跨平台直播觀看人數 | 備註   |
| ----- | --------------------- | -------------------- | ------------------ | ------ |
| 1-5   | 2025年6月23日-6月27日 | 21.4點               | 138萬              | [ 11 ] |
| 6-10  | 2025年6月30日-7月4日  | 23.3點               | 150萬              | [ 12 ] |
| 11-15 | 2025年7月7日-7月11日  | 24.5點               | 158萬              | [ 13 ] |
| 16-20 | 2025年7月14日-7月18日 | 點                   |                    |        |
| 21-25 | 2025年7月21日-7月25日 | 點                   |                    |        |
| 全劇  | 全劇                  | 點                   |                    |        |

## 外部連結
- 《執法者們》myTV SUPER線上看
- 《執法者們》最新消息 - Instagram （页面存档备份，存于）
- 豆瓣电影上《執法者們》的資料 （简体中文）
- 林嘉華獲樂易玲親邀出山拍劇 （页面存档备份，存于）
- 陳豪-黃宗澤-馬國明三大視帝首次合作 （页面存档备份，存于）
- 邵氏網劇《執法者們》今日舉行開鏡拜神儀式 （页面存档备份，存于）